# Le Royaume de Ga'hoole
Pour plus de détails, voir Fiche technique et Distribution.
Le Royaume de Ga'Hoole : La Légende des gardiens (Legend of the Guardians: The Owls of Ga'Hoole) est un film d'animation américano-australien réalisé par Zack Snyder et sorti en 2010. Il est inspiré de la série de livres pour enfants Les Gardiens de Ga'Hoole, écrite par Kathryn Lasky.

## Synopsis
Une jeune Effraie des clochers (Tyto alba), nommée Soren, est capturée avec son frère après être tombé de leur nid et emmené à une pension-prison pour chouettes, soi-disant orphelines, où ils rencontrent d'autres jeunes chouettes enlevées par les gardes de l'orphelinat-prison, les Sangs-Purs, dirigé par l'effroyable Bec d'Acier, et sa compagne et lieutenant, Nyra. Avec son amie Gylfie, une Chevêchette des saguaros (Micrathene whitneyi), et avec l'aide de Scrogne, un Sang-Pur secrètement rebelle, ils entreprennent de s'échapper du terrible orphelinat-prison. Guidé par les légendes qui ont bercé sa vie, Soren ira, avec Gylfie et d'autres chouettes rencontrées durant leur voyage, Spéléon (une Chevêche des terriers, Athene cunicularia) et Perce-Neige (une Chouette lapone, Strix nebulosa), traverser la Mer d'Hoolemere pour trouver le Grand Arbre où résident les nobles Gardiens de Ga'Hoole. 

## Fiche technique
- Titre original : Legend of the Guardians: The Owls of Ga'Hoole
- Titre français : Le Royaume de Ga'Hoole : La Légende des gardiens
- Titre québécois : La Légende des gardiens : Le Royaume de Ga'Hoole[1]
- Réalisation : Zack Snyder
- Scénario : John Orloff et Emil Stern, d'après la série de livres Les Gardiens de Ga'Hoole de Kathryn Lasky
- Direction artistique : Grant Freckelton
- Montage : David Burrows
- Musique : David Hirschfelder
- Production : Zareh Nalbandian et Deborah Snyder
- Société de production : Village Roadshow Pictures, Animal Logic et GOG Productions
- Société de distribution : Warner Bros. Pictures (États-Unis et France), Roadshow Entertainment (en) (Australie et Nouvelle-Zélande)
- Budget : 80 000 000 $
- Pays de production :  États-Unis,  Australie
- Langue originale : anglais
- Format : couleur
- Durée : 97 minutes
- Dates de sortie[2] :
  - États-Unis : 24 septembre 2010
  - Australie : 30 septembre 2010
  - France : 27 octobre 2010

## Distribution
- Jim Sturgess (VF : Guillaume Legier) : Soren
- Geoffrey Rush (VF : Achille Orsoni) : Ezylryb
- Emily Barclay (VF : Kelly Marot) : Gylfie
- Anthony LaPaglia (VF : Bernard Alane) : Perce-Neige
- David Wenham (VF : Igor Deus) : Spéléon
- Ryan Kwanten (VF : Axel Kiener) : Kludd
- Helen Mirren (VF : Évelyn Séléna)  : Nyra
- Sam Neill (VF : Philippe Catoire) : Allomère
- Hugo Weaving (VF : Michel Papineschi) : Noctus et Scrogne
- Joel Edgerton (VF : Marc Alfos) : Bec-d'acier
- Richard Roxburgh (VF : Frédéric Courraud) : Boron
- Abbie Cornish (VF : Sarah Marot) : Otulissa
- Leigh Whannell (VF : Jean-François Vlérick) : Casus
- Adrienne DeFaria (VF : Jo Karsen) : Églantine
- Miriam Margolyes (VF : Nicole Favart) : Madame P.
- Deborra-Lee Furness : Barrane
- Angus Sampson (VF : Jean-François Roubaud) : Belli
- Bill Hunter : Bubo
- Sacha Horler (VF : Catherine Jeanneret) : Strix Struma
- Essie Davis : Marella
- Barry Otto (VF : Frédéric Cerdal) : l'Échidné
- Gareth Young : Pete

Version française réalisée par Dubbing Brothers, direction artistique : Jenny Gérard, adaptation française : Juliette Vigouroux et Alain Cassard

Galerie photo des acteurs de doublage anglais
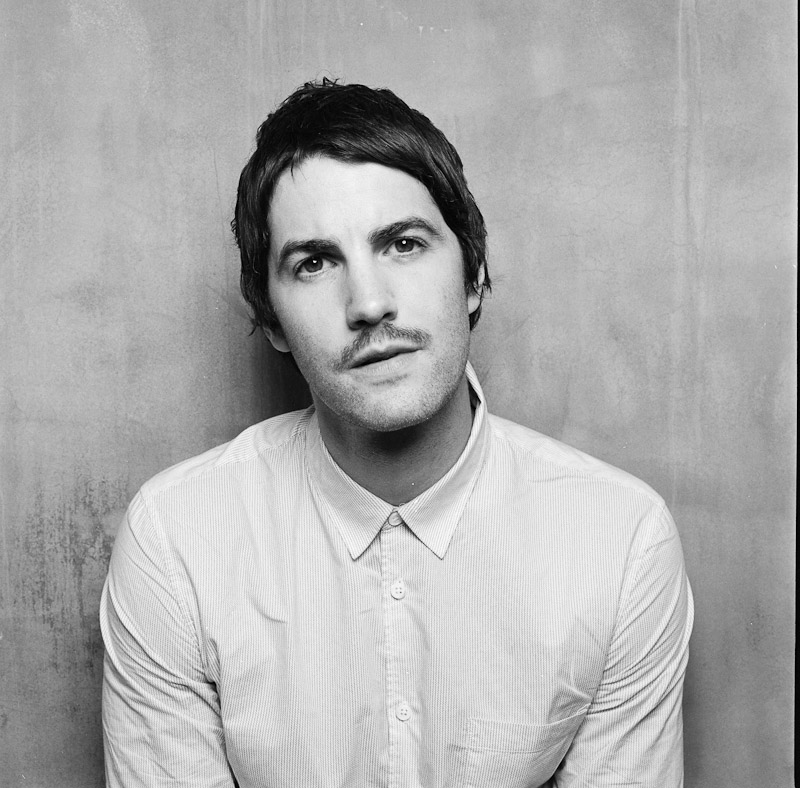
Jim Sturgess
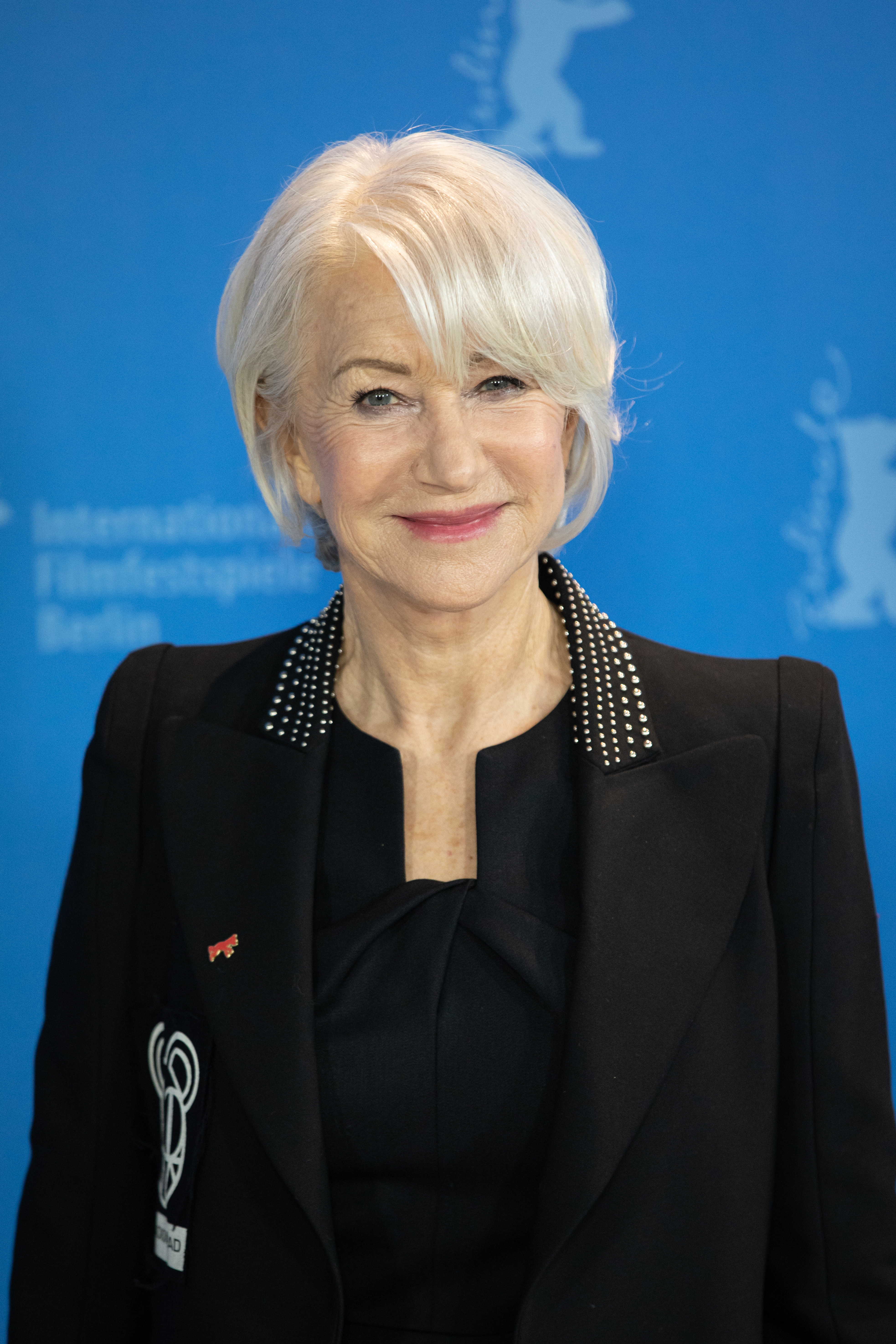
Helen Mirren
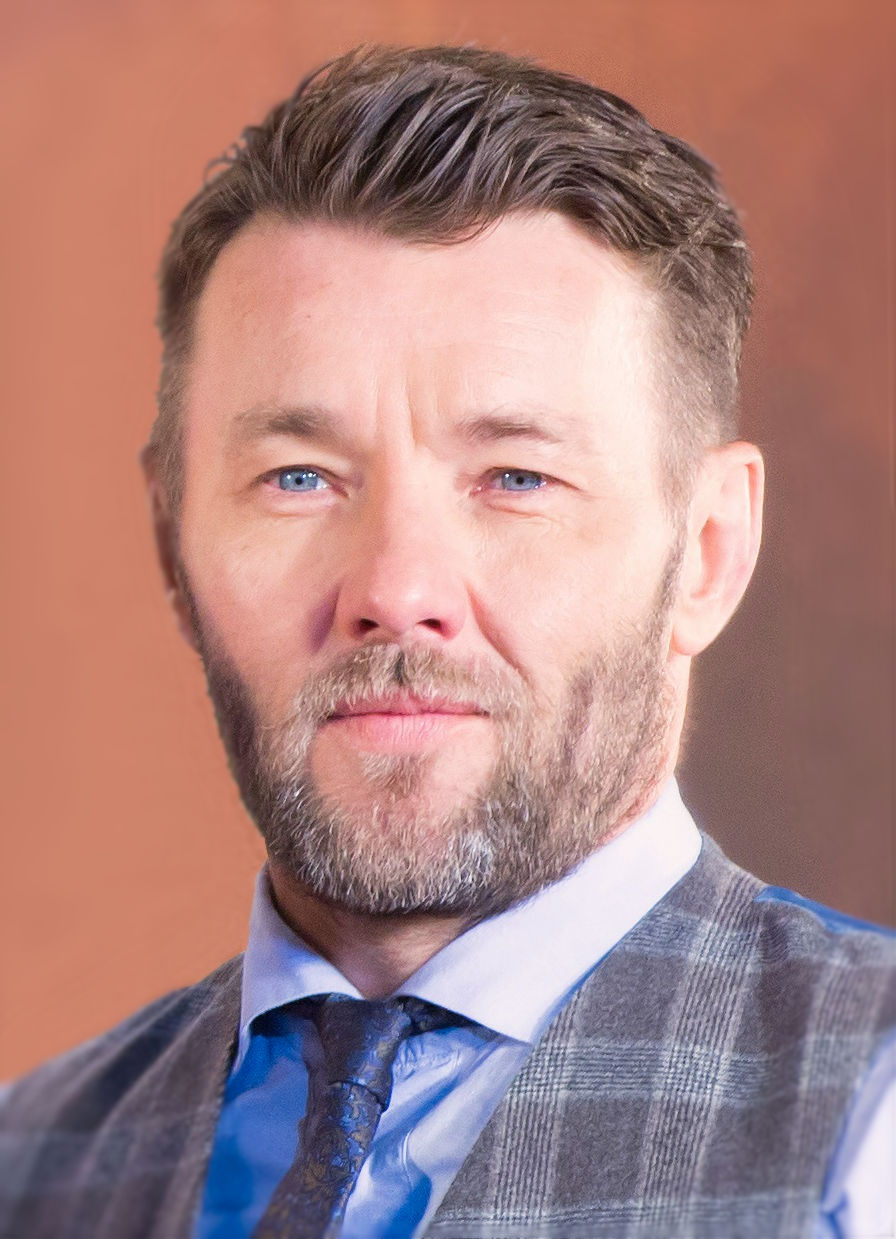
Joel Edgerton
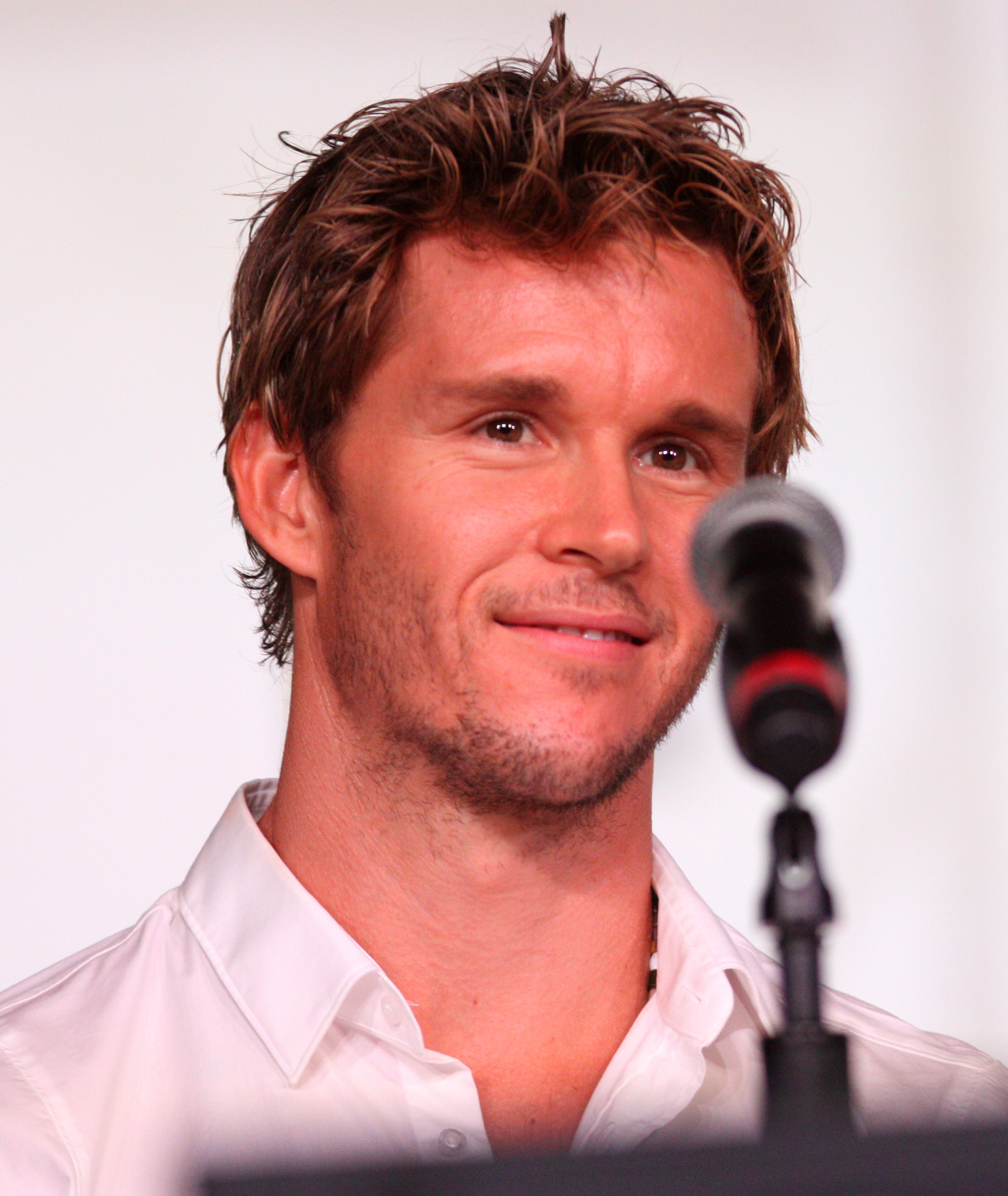
Ryan Kwanten
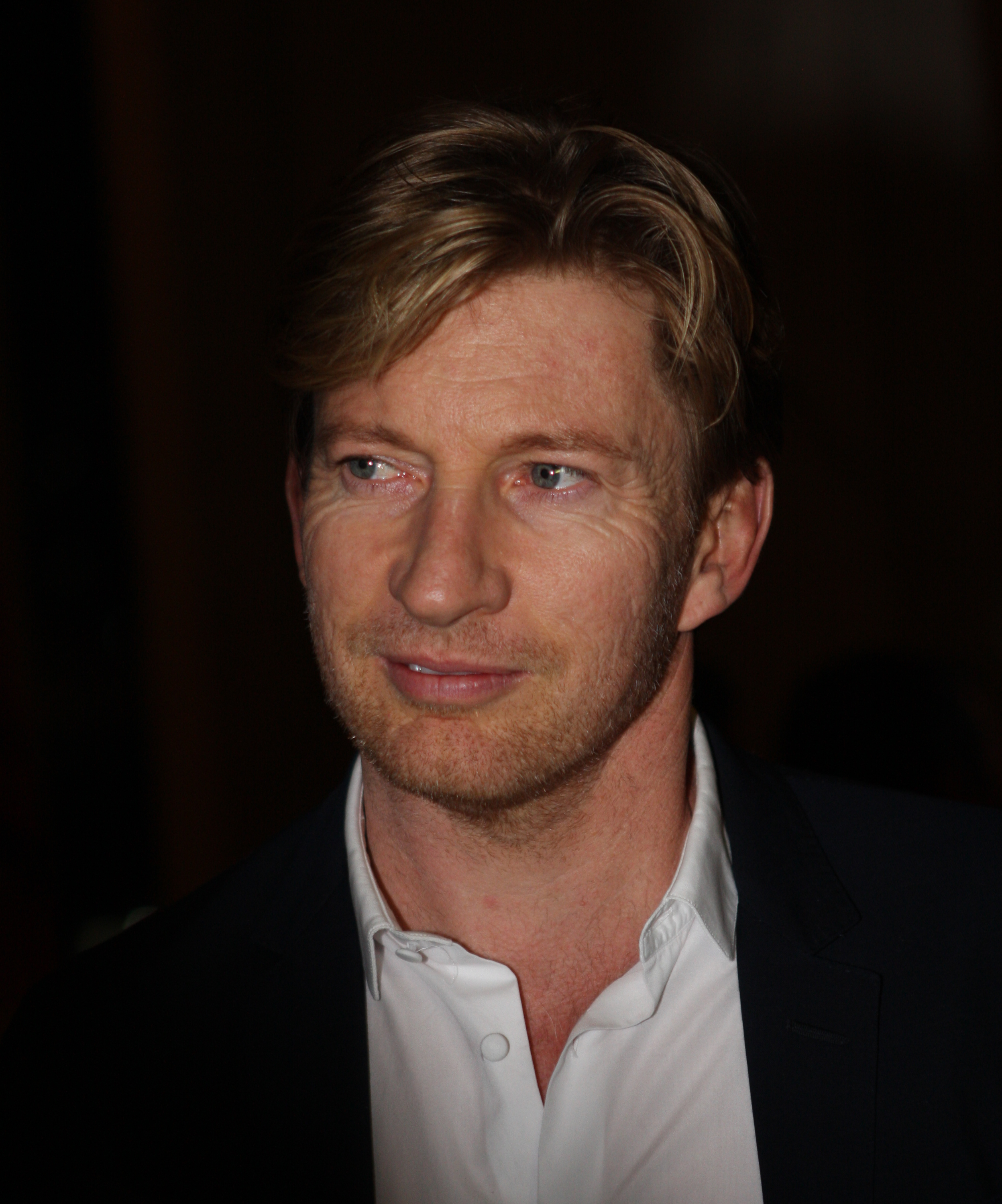
David Wenham
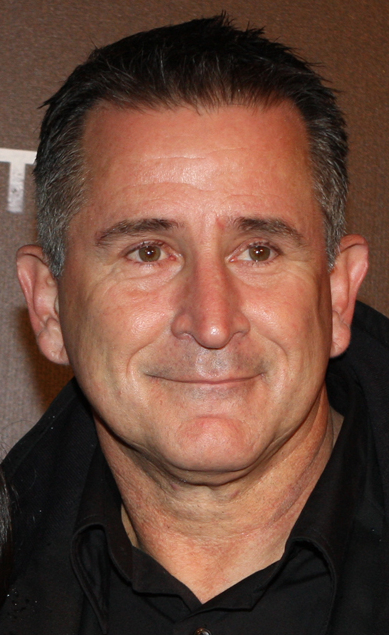
Anthony LaPaglia
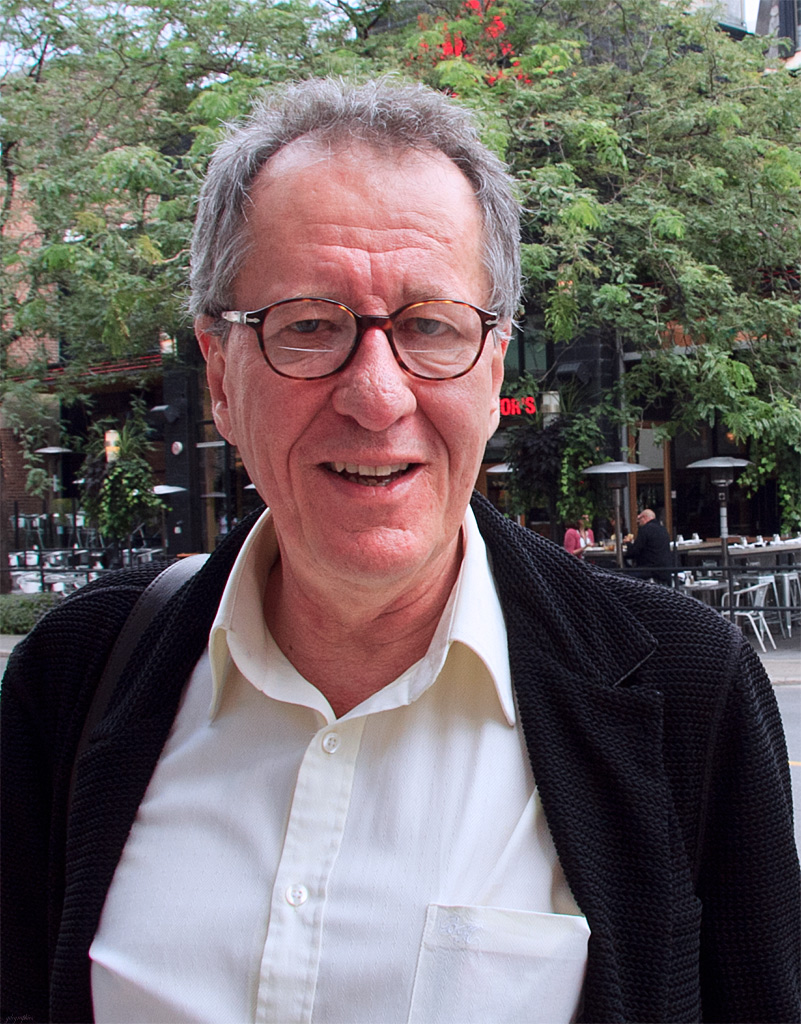
Geoffrey Rush
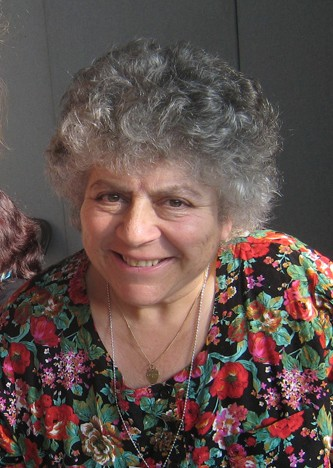
Miriam Margolyes
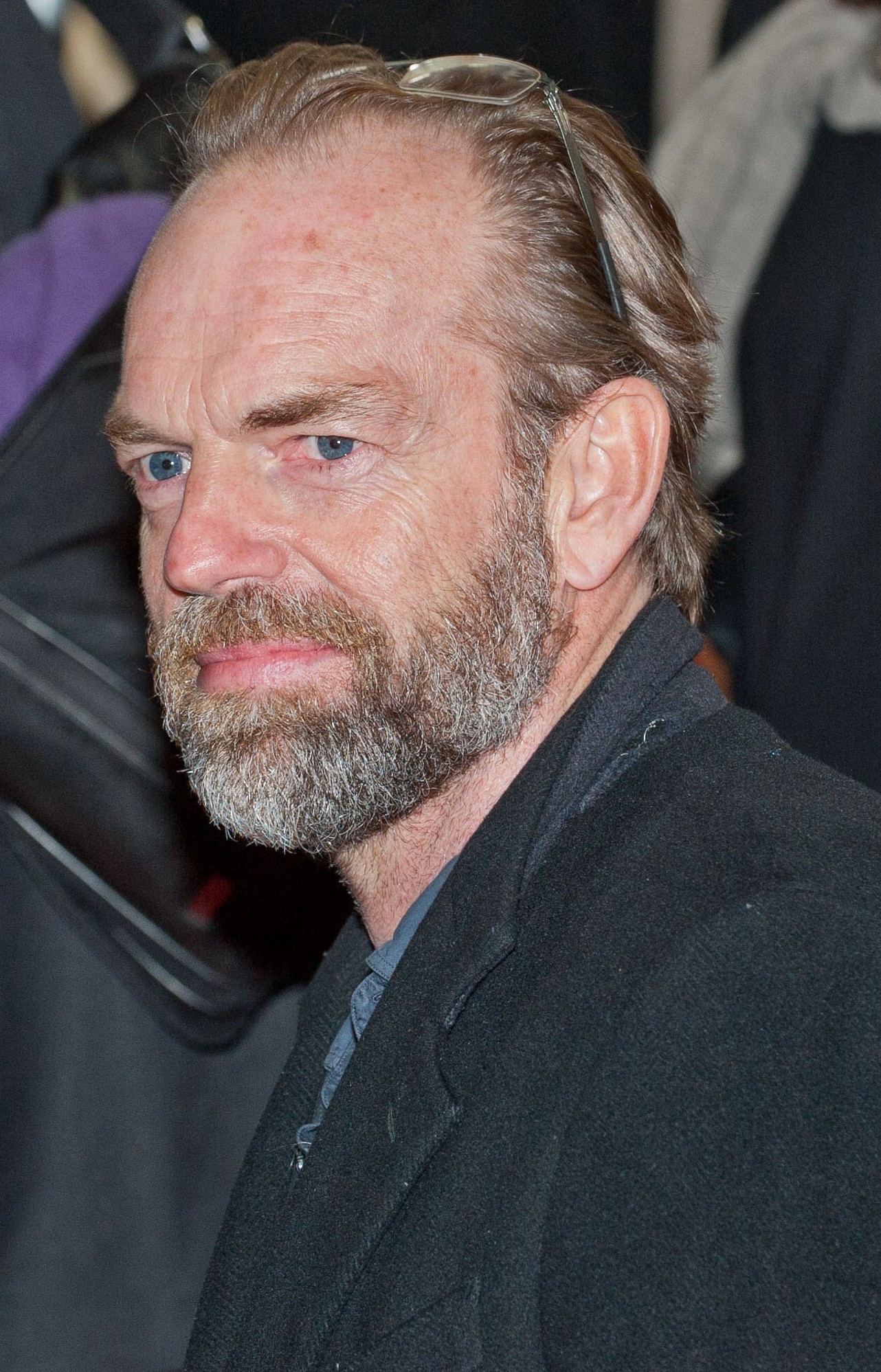
Hugo Weaving
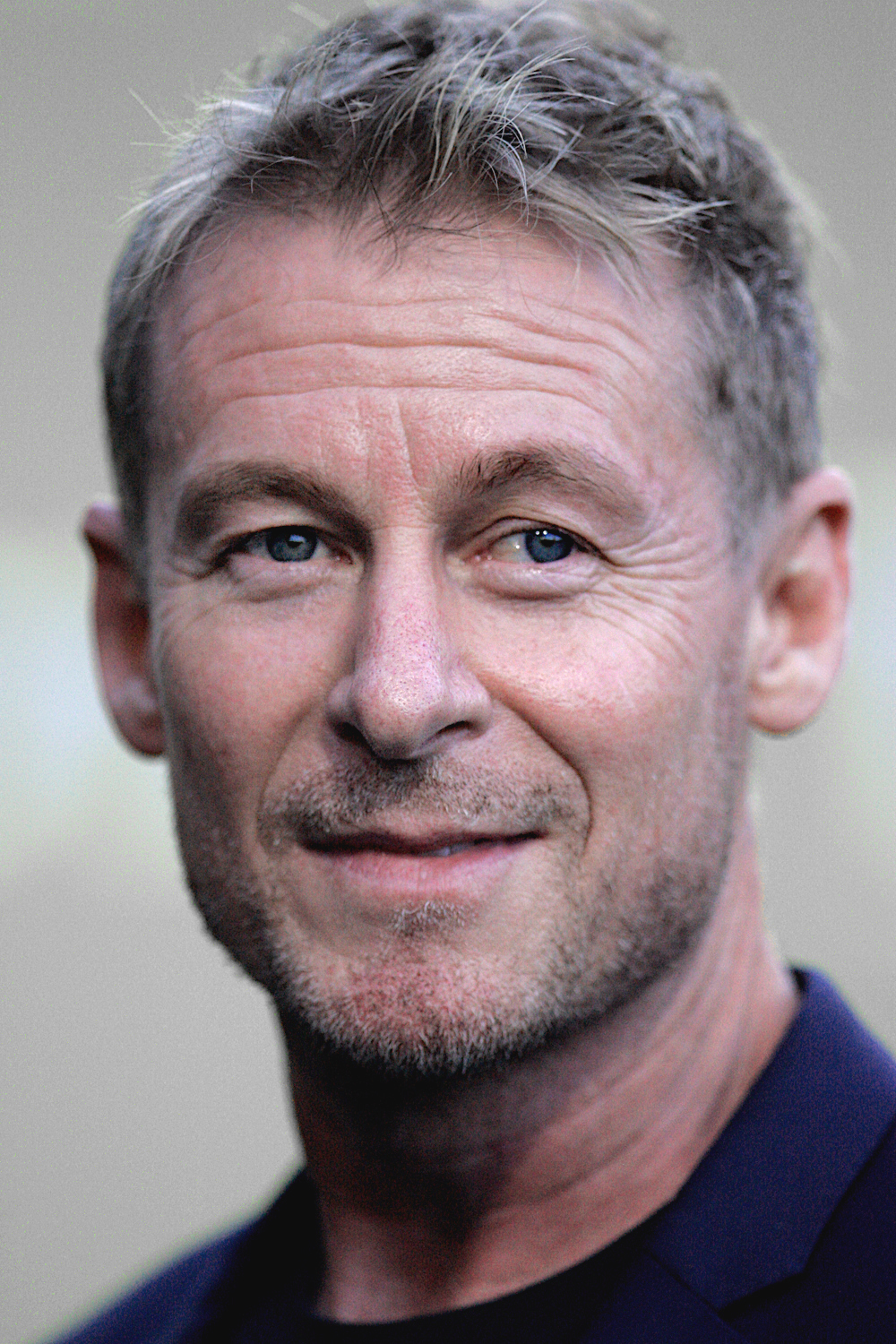
Richard Roxburgh
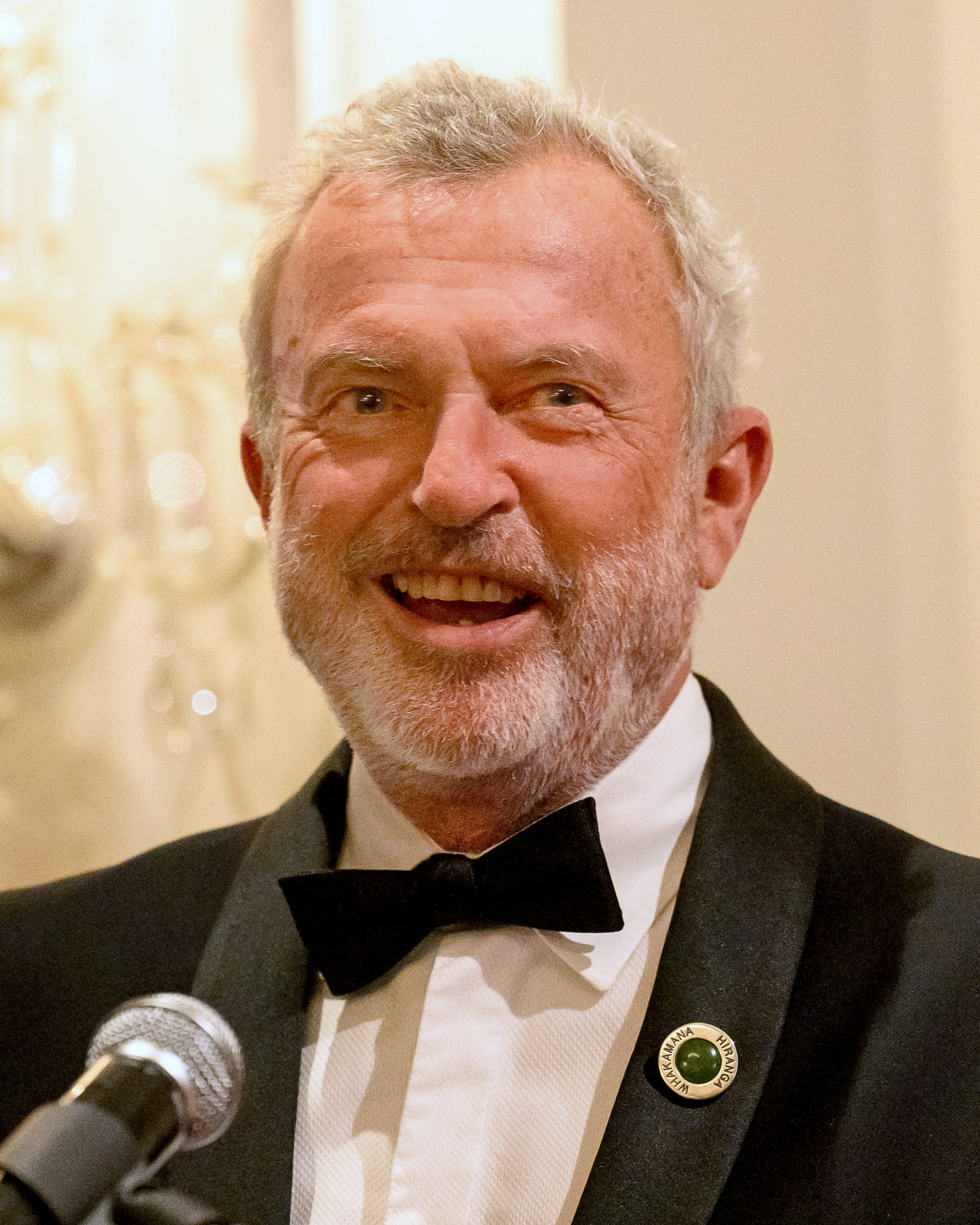
Sam Neill
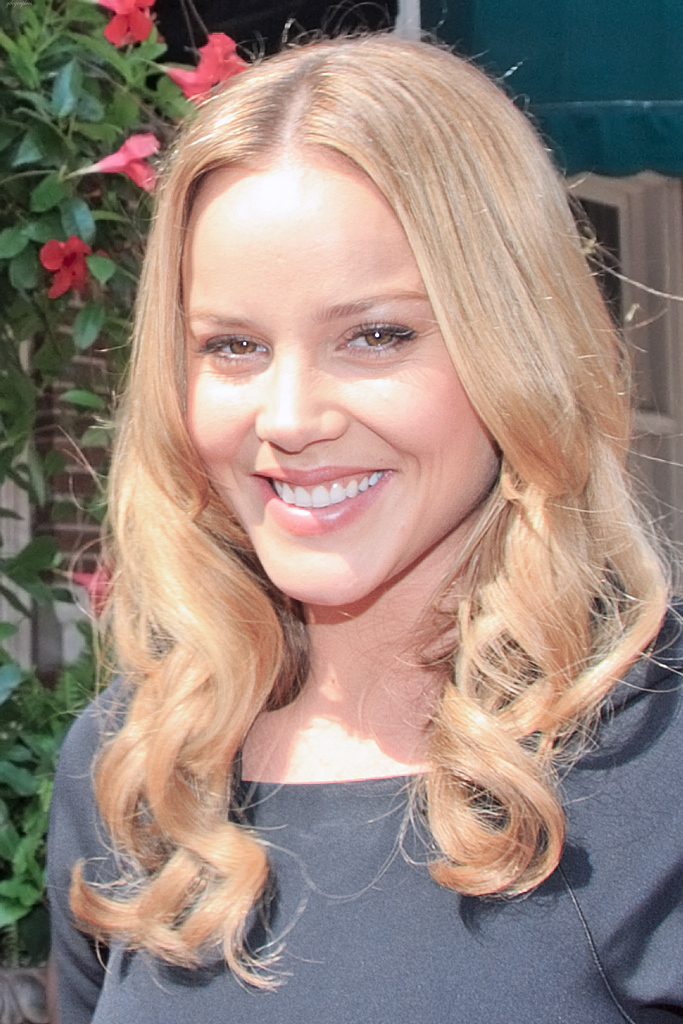
Abbie Cornish
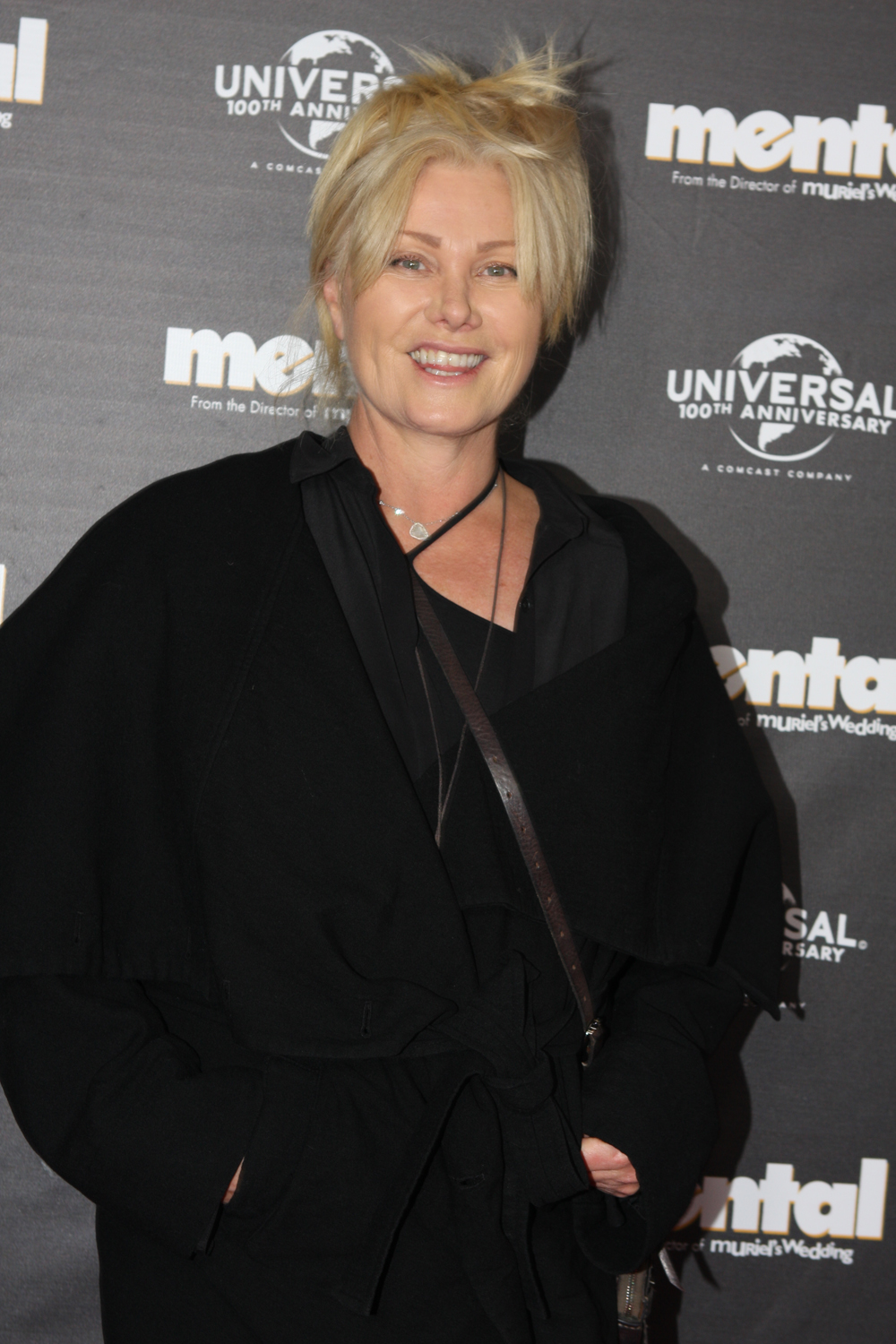
Deborra-Lee Furness
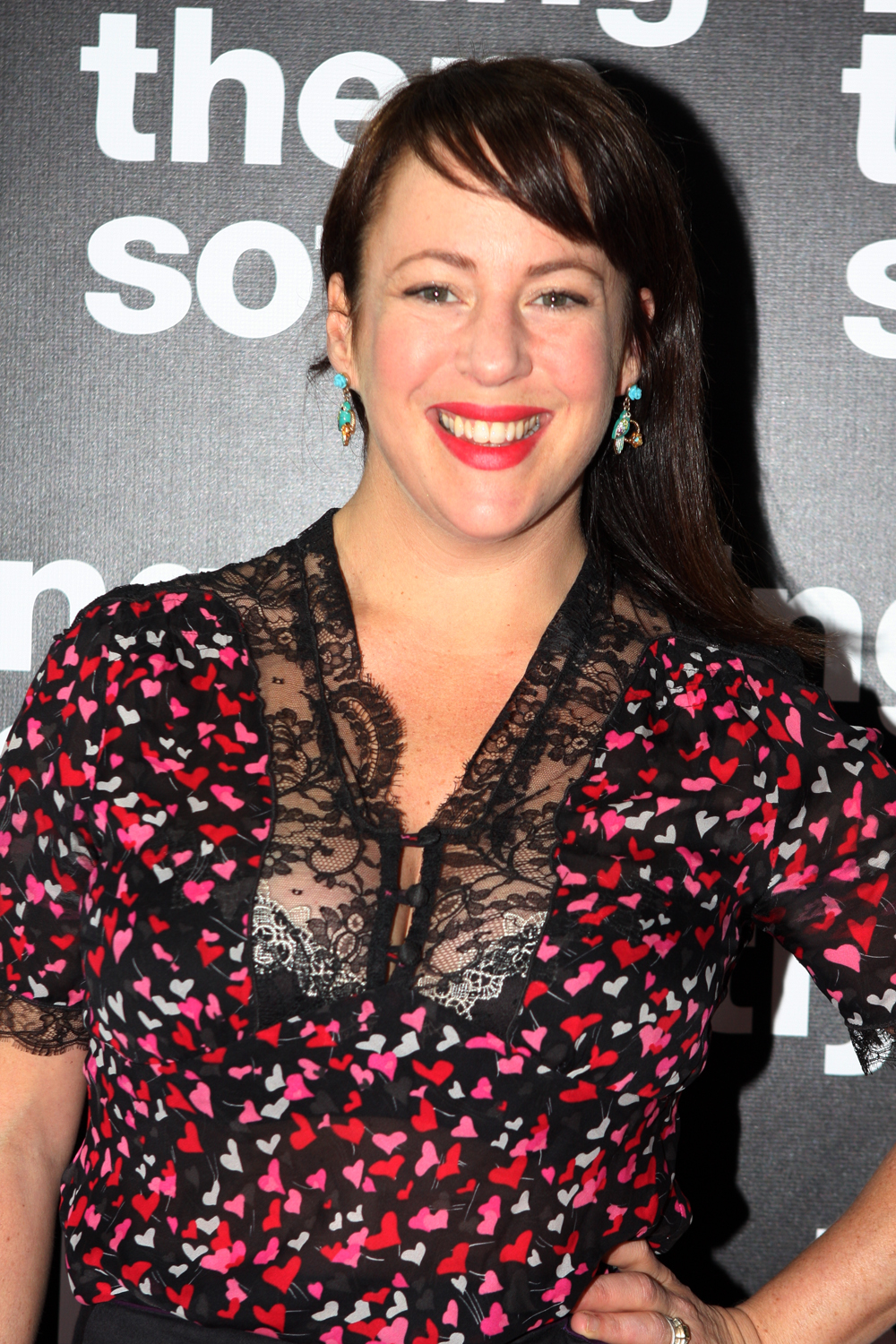
Sacha Horler
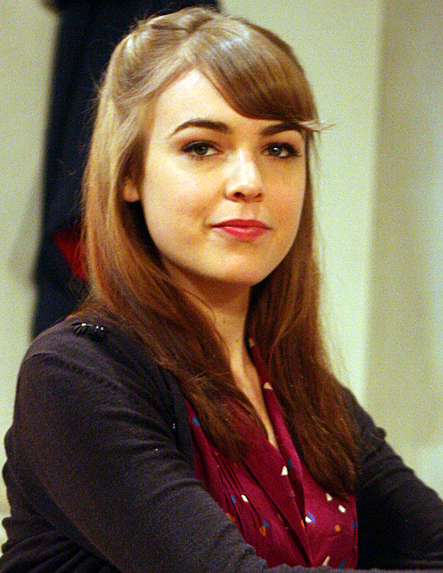
Emily Barclay
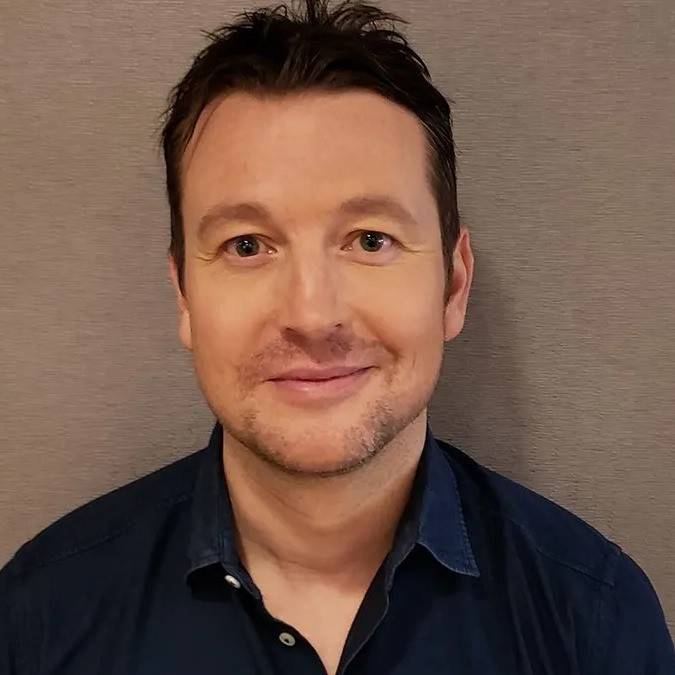
Leigh Whannell
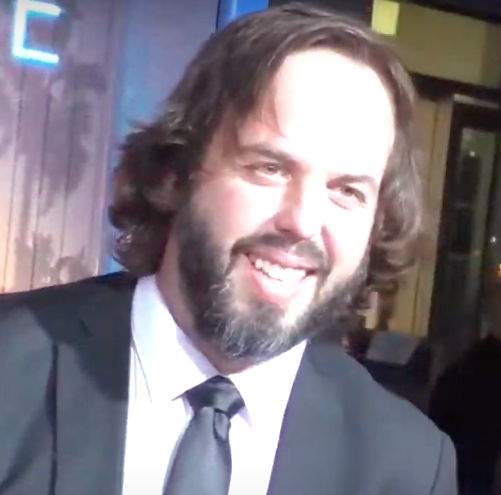
Angus Sampson
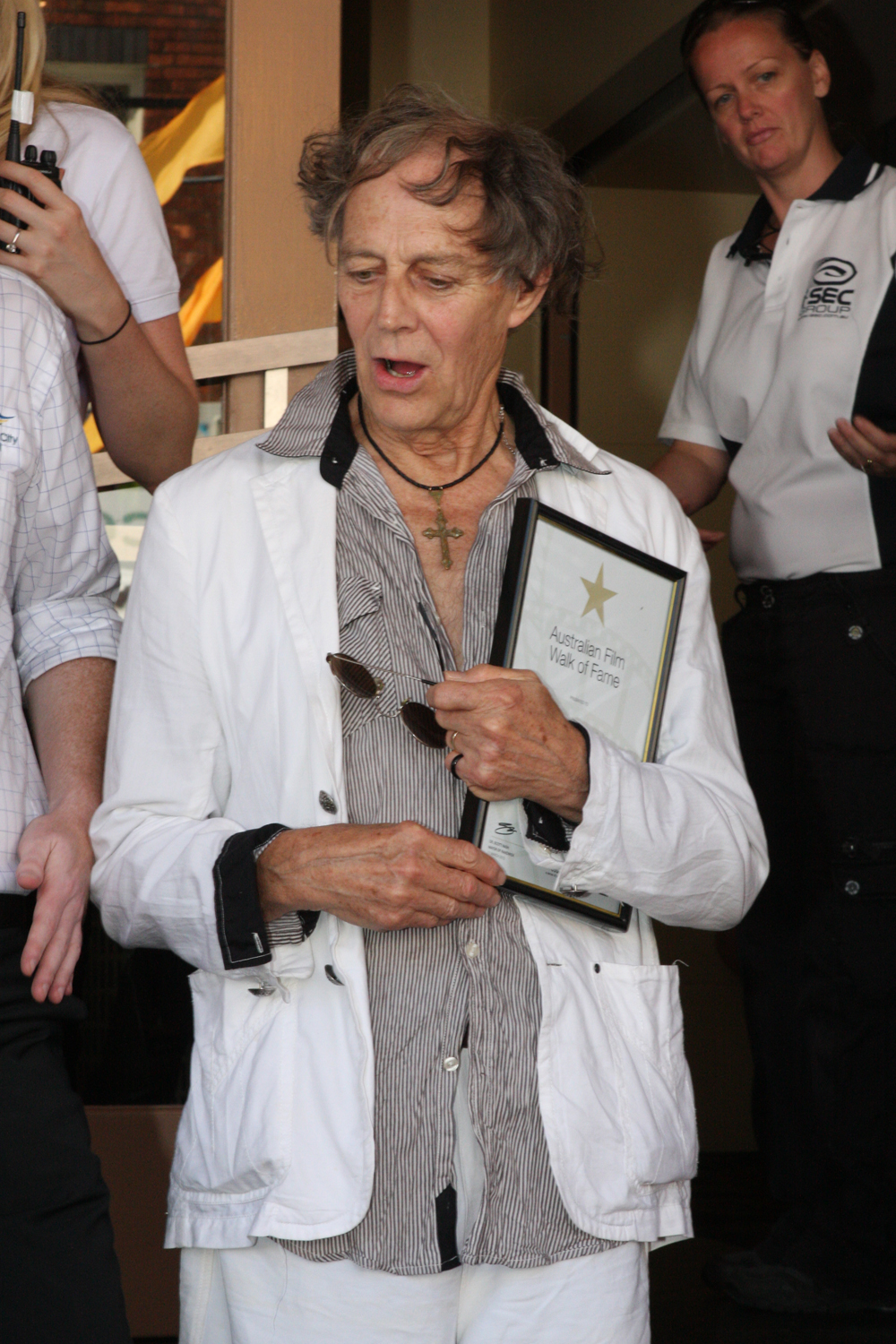
Barry Otto

## Accueil

### Sortie vidéo
- France : 2 mars 2011

### Accueil critique
Sur l'agrégateur américain Rotten Tomatoes, le film récolte 51 % d'opinions favorables pour 130 critiques. Sur Metacritic, il obtient une note moyenne de 53⁄100 pour 21 critiques.
En France, le film obtient une note moyenne de 3,1⁄5 sur le site Allociné, qui recense 19 titres de presse.

## Analyse

### Différences avec les livres
- Dans le film, Soren et Kludd sont enlevés en même temps. Or, l'histoire originale raconte que seul Soren est enlevé, poussé du nid par Kludd (ce dernier devait sacrifier un membre de sa famille pour pouvoir aspirer au titre de Grand Tyto), dit Bec d'acier.
- Toujours dans les livres, Gylfie et Soren rencontrent d'abord Perce-Neige et ensuite Spéléon dans le Désert de Kunir, et les parents de Soren ne sont présents qu'au début de l'histoire. Les personnages d'Allomère et d'Echidné n'existent pas. Il n'y a également pas la bataille finale qu'il y a dans le film.
- L'identité de Bec-d'acier est différente dans les livres, puisqu'il s'agit de Kludd. Le Bec-d'acier du film est assimilé à l'ancien Grand Tyto dans les livres.
- Le voyage dure au moins un ou deux mois dans les livres, comprenant un passage par tous les royaumes, même les Fjords, alors que dans le film, il est beaucoup plus court.
- Dans les livres, Scrogne dispense en secret des leçons de vol à Soren et Gylfie sur une durée de plusieurs nuits. Or, dans le film, le passage ne semble durer que quelques minutes.
- Dans le film, le personnage de Hortense / Brume est inexistant, tout comme les aigles Éclair et Zana, ses acolytes.
- Dans le film, les personnages de Tonton et Tatie Finnie sont inexistants.
- Toujours dans les livres, Ezylryb disparaît, mais pas dans le film.
- Dans le film, c'est Nyra la grande ablabesse de Saint-Ægolius, alors que dans les livres c'est Crocus et Hulora. D'ailleurs, dans les livres, Saint Ægolius et les Sangs-Purs sont ennemis.
- Dans les livres, le Grand Tyto n'est pas tué par Soren comme dans le film, mais par son frère Kludd, qui deviendra par la suite le Tyto, avant d'être lui-même tué par Perce-Neige.

## Autour du film

### Produits dérivés
Le film a été adapté en jeu sur Nintendo DS par Tantalus Media et sur Nintendo Wii, Xbox360 et PlayStation 3 par Krome Studios. On incarne non plus Soren, mais Shard, un strigiforme de l'espèce que l'on veut : chouette effraie, chouette lapone, hibou grand-duc et chouette tachetée. Soren joue le rôle d'un poussin, qui a été enlevé par les Sangs-Purs et amené au Grand Arbre.